# Anthenoides tenuis
Anthenoides tenuis är en sjöstjärneart som beskrevs av Yin-Xia Liao och A.M. Clark 1989. Anthenoides tenuis ingår i släktet Anthenoides och familjen ledsjöstjärnor. Inga underarter finns listade i Catalogue of Life.